# Okres Siklós
Okres Siklós (maďarsky Siklósi járás) je okres v jižním Maďarsku v župě Baranya. Jeho správním centrem je město Siklós.

## Sídla
V okrese se nachází celkem 53 měst a obcí.
Města
- Harkány
- Siklós
- Villány

Městyse
- Beremend

Obce
| - Alsószentmárton - Babarcszőlős - Bisse - Cún - Csarnóta - Diósviszló - Drávacsehi - Drávacsepely - Drávapalkonya - Drávapiski - Drávaszabolcs - Drávaszerdahely - Egyházasharaszti - Garé - Gordisa - Illocska - Ipacsfa - Ivánbattyán - Kásád - Kémes - Kisdér - Kisharsány - Kisjakabfalva - Kiskassa - Kislippó | - Kistapolca - Kistótfalu - Kovácshida - Lapáncsa - Magyarbóly - Márfa - Márok - Matty - Nagyharsány - Nagytótfalu - Old - Palkonya - Pécsdevecser - Peterd - Rádfalva - Siklósbodony - Siklósnagyfalu - Szaporca - Szava - Tésenfa - Túrony - Újpetre - Villánykövesd - Vokány |